# Бранислав Параћ Реља
Бранислав Параћ Реља (Београд, 22. април 1922 – околина Лапова, децембар 1943) био је учесник Народноослободилачке борбе и народни херој Југославије.

## Биографија
Рођен је 22. априла 1922. године у Београду. Потицао је из радничке породице. После завршетка основне школе изучио је механичарски занат и запослио се у Заводу за израду новчаница, у Топчидеру.
Као млади радник, приступио је револуционарној радничкој омладини и постао члан Савеза комунистичке омладине Југославије (СКОЈ). После окупације Југославије, у лето 1941. године, био је члан ударних група и десетина, које су вршиле разне акције против окупатора у Београду. Учествовао је у паљењу немачке гараже у Гробљанској улици, паљењу немачких камиона и квислиншке штампе – листова „Ново време“, „Обнова“ и других. Због своје храбрости, постао је врло популаран међу осталим активистима Народноослободилачког покрета (НОП), а посебно на Сењаку, где је деловао.
Августа 1941. године је напустио Београд и отишао у партизане. Ступио је у Први шумадијски партизански одред, у њену Осму чету Трећег батаљона. Пошто је имао диверзантско искуство из Београда, и у Одреду се бавио диверзантским акцијама. Био је члан Ударне групе, која је имала задатак да илегално улази у села и ликвидира сараднике окупатора.
После Прве непријатељске офанзиве, крајем 1941. године, и повлачења главнине партизанских снага у Санџак, његов батаљон се нашао на Руднику, у веома тешкој ситуацији – суочен са јаком зимом и непријатељским јединицама. Због тога је батаљон био распуштен. Бранислав је тада одлучио да се врати у окупирани Београд. Преко Космаја и села Неменикуће, где се краће задржао, стигао је у Београд.
После пар дана проведених код куће, отишао је у Хајд парк, на састанак са једном девојком, која је требало да му успостави везу са партијском организацијом. Док су они шетали парком, приметио је двојицу полицијских агената, који су га пратили. Када су одлучили да му приђу, Бранислав их је напао и изненадио, и искористио тренутак да побегне. Агенти су тада припуцали на њега, али је он и поред тога успео да умакне. Одмах потом, полиција је блокирала његов стан на Сењаку, али је већ био на другој локацији.
После успостављања везе са партијском организацијом, наставио је да врши диверзије и саботаже у Београду. У Дечанској улици усред дана је успео да убије једног полицијског агента. Након тога полиција је успела да блокира његов илегални стан, али је дојавом комшија, на време успео да се спасе скоком кроз прозор. Пошто је његов даљи боравак у окупираном Београду, био немогућ због сталне полицијске потере за њим, поново је отишао у партизане.
Ступио у обновљени Први шумадијски партизански одред „Милан Благојевић“ и поново је обављао диверзантске задатке. Био је у саставу ударне тројке, која је извршавала пресуде Војног суда Одреда, као и Среских Народноослободилачких одбора. Ове акције, које је обављао са неколико одабраних другова, биле су у највећој тајности.
Једном приликом, са двојицом другова преобучени у четнике, упали су на свадбу у селу Јеловик, код Аранђеловца и изненадили локалног четовођу. Упали су у гостињску собу и прекорили га како се он весели, док се они јуре с партизанима. Кад је неповерљиви четовођа примакао руку револверу, један од другова га је убио. Потом су ликвидирали четовођу из села Копљара, код Лазаревца. Преобучени у сељаке, дошли су и залупали на његова врата. Кад их је са прозора упитао шта траже, рекли су да желе да купе кукуруз. Тада је сишао и отворио врата и ону су га убили. Заједно са једним другом, преобучени у љотићевце, у околини Раче Крагујевачке, упали су на збор љотићеваца и бацили бомбе, након чега је збор био растурен.
Крајем децембра 1943. године, заједно са два друга и другарицом, враћао се друмом из правца Лапова. Услед умора и јаке зиме, одлучили су да се негде одморе и свратили у једну кућу. То је неко од сељака дојавио четницима и они су убрзо опколили кућу. Пошто је било касно за повлачење, прихватили су борбу. Да бих спасио своје другове, Бранислав је наставио да пружа отпор четницима, док су остали успели да се спасу бекством. Када је пуцњава из куће престала, четници су ушли и тамо затекли само мртвог Бранислава.
Указом председника Федеративне Народне Републике Југославије Јосипа Броза Тита, 9. октобра 1953. године, проглашена је за народног хероја.
У његову част основна школа на Сењаку, носила је назив „Бранко Параћ“. Ова основна школа се налазила у две одвојене зграде и касније је била подељена на основну школу, која је промила назив у ош „Стефан Немања“, док се у другој згради основне школе данас налази Спортска гимназија.